# Shelbyville (Tennessee)
Shelbyville és una població dels Estats Units a l'estat de Tennessee. Segons el cens del 2000 tenia 16.105 habitants.

## Demografia
Segons el cens del 2000, Shelbyville tenia 16.105 habitants, 6.066 habitatges, i 4.155 famílies. La densitat de població era de 402 habitants/km².
Dels 6.066 habitatges en un 31,7% hi vivien nens de menys de 18 anys, en un 46% hi vivien parelles casades, en un 16,6% dones solteres, i en un 31,5% no eren unitats familiars. En el 26,5% dels habitatges hi vivien persones soles el 12,4% de les quals corresponia a persones de 65 anys o més que vivien soles. El nombre mitjà de persones vivint en cada habitatge era de 2,59 i el nombre mitjà de persones que vivien en cada família era de 3,05.
Per edats la població es repartia de la següent manera: un 25,2% tenia menys de 18 anys, un 11,9% entre 18 i 24, un 28,9% entre 25 i 44, un 18,8% de 45 a 60 i un 15,2% 65 anys o més.
L'edat mediana era de 34 anys. Per cada 100 dones de 18 o més anys hi havia 91,5 homes.
La renda mediana per habitatge era de 31.593 $ i la renda mediana per família de 36.465 $. Els homes tenien una renda mediana de 25.754 $ mentre que les dones 19.065 $. La renda per capita de la població era de 14.260 $. Entorn del 12,4% de les famílies i el 16,2% de la població estaven per davall del llindar de pobresa.

## Poblacions més properes
El següent diagrama mostra les poblacions més properes.